# 가사심판법
가사심판법(家事審判法)은 대한민국의 법률로 가사에 관한 소송과 비송 및 조정에 관한 절차를 규정한다. 1990년 12월 31일 법률 제4300호로 제정·공포되었다. 2002년 12월 14일 법률 제4423호로 4차 개정되었다.  전문 6편 72조 및 부칙으로 구성되어 있다. 조정전치주의를 취하는 특이점을 지니고 있다. 가사소송법(법률 제4300호, 1990.12.31) 부칙 제2조에 의하여 폐지되었다.
가사심판은 개인의 신상에 대한 문제, 가족간·친족간의 분쟁해결을 위해 하는 재판의 절차로서 가정법원에서 다루었으며, 갑·을·병으로 구분하는데, 갑·을류는 심판대상은 되지만 조정대상은 되지 못하며, 병류는 심판·조정의 대상이 되었다.